# Gatebe
Gatebe ist ein Sektor im Südosten des Distrikts Burera in der Nordprovinz von Ruanda.

## Geographie
Der Sektor hat eine Fläche von 40,0 km² und liegt auf einer Höhe von etwa 2060 m. Er setzt sich aus den vier Zellen Gabiro, Musenda, Rwambogo und Rwasa zusammen. Die Südwestseite des Sektors ist Teil der Rugezi-Sümpfe, die seit 12. Januar 2005 als Ramsar-Gebiet ausgewiesen sind. Nachbarsektoren sind im Norden Kivuye, im Nordosten Bungwe, im Osten Manyagiro, im Südosten Nyankenke, im Süden Miyove, im Westen Ruhunde und im Nordwesten Rwerere.

## Bevölkerung
Nach Stand der Volkszählung von 2022 liegt die Einwohnerzahl bei 18.867. Zehn Jahre zuvor waren es 16.556, was einem jährlichen Bevölkerungszuwachs von 1,3 Prozent zwischen 2012 und 2022 entspricht.

## Verkehr
Durch den Nordosten des Sektors verläuft die Nationalstraße 21 und von dieser abgehend durch den Südosten eine District Road. Beide Straßen sind jedoch Stand 2022 nicht asphaltiert.